# Buda (gmina Oșești)
Buda – wieś w Rumunii, w okręgu Vaslui, w gminie Oșești. W 2011 roku liczyła 1436 mieszkańców.